# Benyvirus
Famille
Genre
Espèces de rang inférieur
- Beet necrotic yellow vein virus
- Beet soil-borne mosaic virus
- Burdock mottle virus
- Rice stripe necrosis virus

Banyvirus est un genre de virus de la famille des Benyviridae, dont c'est l'unique genre (famille monotypique), qui comprend quatre espèces. Ce sont des virus à ARN à simple brin à polarité positive, rattachés au  Groupe IV  de la classification Baltimore, qui infectent principalement les plantes (phytovirus).
Le virus des nervures jaunes nécrotiques de la betterave (BNYVV, Beet necrotic yellow vein virus) est responsable de la rhizomanie de la betterave sucrière. 

## Étymologie
Le nom générique « Benyvirus » dérive de celui de l'espèce type, « Beny- étant l'acronyme de BEet Necrotic Yellow vein virus.

## Liste des espèces et non-classés
Selon NCBI (21 décembre 2020) :
- Beet necrotic yellow vein virus  (espèce-type)
- Beet soil-borne mosaic virus
- Burdock mottle virus
- Rice stripe necrosis virus
- non-classés 
  - Mangifera indica latent virus
  - Rhizoctonia solani beny-like virus 1
  - Sclerotium rolfsii beny-like virus 1